# ایستگاه نیشیکی
ایستگاه نیشیکی (به لاتین: Nishiki Station) یک ایستگاه قطار در ژاپن است که در اوتسو، شیگا واقع شده‌است.